# Philip Laats
Philip Laats, né le 2 février 1963 à Anvers, est un judoka belge qui s'aligna dans la catégorie des moins de 65 kg (poids mi-légers). Son frère Johan Laats est aussi judoka.

## Palmarès
Philip Laats a gagné plusieurs grands tournois internationaux, des championnats mondiaux militaires et a représenté la Belgique à trois jeux olympiques consécutifs.
Il a également été de nombreuses fois champion de Belgique sénior :
| Chpt de Belgique sénior | Chpt de Belgique sénior | 1984 | 1985 | 1986 | 1987 | 1988 | 1989 | 1990 | 1991 | 1992 | 1993 | 1994 | 1995 |
| ----------------------- | ----------------------- | ---- | ---- | ---- | ---- | ---- | ---- | ---- | ---- | ---- | ---- | ---- | ---- |
| mi-légers               | -65 kg                  | 1er  | 1er  | 1er  | 1er  | -    | 1er  | 1er  | 1er  | 1er  | 1er  | 1er  | 2e   |